# Shiretoko Nationalpark
Shiretoko National Park (知床国立公園 Shiretoko Kokuritsu Kōen) er en nationalpark der omfatter det meste af Shiretokohalvøen på den nordøstlige del af øen Hokkaidō i den nordlige del af Japan. Ordet "Shiretoko" er afledt af Ainu ordet "sir etok", der bertyder  "stedet hvor jorden rager ud".
Halvøen og parken er et af de mest fjerntliggende steder i Japan og hovedparten af halvøen kan kun nås til fodss eller med båd. Parken er mest kendt for at huse Japans største population af bjørne og fordi man herfra kan se den omstridte ø Kunasjir, der siden 2. verdenskrig har været besat af Rusland men kræves tilbage af Japan.
Parken har et varmt vandfald kaldet Kamuiwakkavandfaldet (Kamuiwakka-no-taki). Kamui wakka betyder "gudernes vand" på Ainu. Parkens skove er tempererede og subalpine blandede skove; De vigtigste træarter omfatter Sakhalingran (Abies sachalinensis), Kamtjatkabirk (Betula ermanii) og mongolsk eg (Quercus mongolica). ved skovgrænsen er der uigennemtrængelige krat med sibiriske Krybefyr (Pinus pumila).
Området blev 14 juli 2005 klassificeret som en verdensarv på UNESCOs verdensarvsliste på grund af dens unikke økosystem og for at beskytte truede arter. Området har endemiske og truede arter som Blakistons fiskeugle (Ketupa blakiston) og Viola kitamiana.